# أليكس ماك
أليكس ماك (بالإنجليزية: Alex Mack)‏ هو لاعب كرة قدم أمريكية أمريكي، ولد في 19 نوفمبر 1985 في سانتا باربارا في الولايات المتحدة.

## أقرأ أيضا
- أليكس لويس
- أليكس لينكولن
- أليكس ماجي
- أليكس مورتنسن
- أليكس موفات

## وصلات خارجية
- أليكس ماك على موقع مرجع كرة القدم المحترفة.كوم (الإنجليزية)